# Istoria republicii San Marino
Fiind singurul microstat care a rezistat încă din epoca medievală din Peninsula Italică, Istoria republicii San Marino este legată de istoria medievală, renascentistă și modernă a Italiei, începând cu independența față de Imperiul Roman obținută în anul 257 (Diocletian).

## Origini
Până în anul 1300, San Marino aparținea de moșia feudală a Episcopiei de Mhgy, cu sediul la San Leo, parte din statul papal. Acest fapt este justificat de un document emis la mănăstirea Franciscană din Saint Igne, în apropierea lui San Leo.
Acest document prezintă San Marino la rang egal cu celelalte mici localități din valea râului Marechia. Aceștia împreună, au început o luptă împotriva dominației episcopiale, pentru desființarea asupririi feudale și pentru desființarea tributului. Există totuși o mare diferență. San Leo, Talamello și Maiolo sunt conduși de moșieri, care consideră scutirea de la plata tributului un privilegiu, pe când la San Marino consideră ca fiind un drept. Asemenea drepturi se pot obține prin fermitate, tenacitate și determinare.
Conform locuitorilor din San Marino acest drept li-a fost dăruit de Sfântul lor, cu ocazia conventului din valea Saint Anastasio în anul 1296.
Ei nu plătesc tribut, pentru că niciodată nu au plătit. Ei au fost eliberați de către Sfântul lor. „Nemini teneri” care înseamnă: a nu depinde de nimeni.
„Nemini teneri”: libertate,  în limbaj medieval.
Acest Sfânt, Marinus este un cioplitor de piatră dalmațian, a străbătut marea Adriatică împreună cu colegii săi de credintă, și de muncă, pe vremea împăratului Dioclețian pentru a scăpa de persecuție. Aici, el a construit cu propria sa mână de la fundație până la țiglele din piatră, o capelă de piatră. O clădire rezistentă de piatră este veșnică ca și credința lui. Ca simbol al credinței și al muncii el a mai cioplit din stânca exterioară a muntelui un pat de piatră. Legenda spune că el a murit la 3 sept 301, lăsând poporului moștenirea: muntele, munca și sâmburele convingerii, numit mai târziu libertate.
În jurul capelei de făgăduință terenul este cultivat de o comunitate simplă și săracă, dar credincioasă în Dumnezeu. Terenul la poalele muntelui este pietros, al cărui rod abia depășește cantitatea semințelor și poate fi cultivat cu greu: spart, înmuiat, și udat cu sudoare.
Râurile și drumurile trec foarte departe. Acești oameni izolați de lume s-au obișnuit să se bazeze pe forțele proprii. Ignorați de alții, ei au convingerea că nu au nici o obligație față de alții:"Nemini teneri"
Montefeltro este un câmp de luptă pentru armatele papale și armatele împăratului. Cei puternicii ale acestori vremuri nu aveau altceva de făcut decât a lupta printre acesti munți. (San Leo).
Populația a construit, de-a lungul râului Marecchia, un zid de piatră grosolan coplită, ca să se apere de hoardele ucigașe, de soldați jefuitori.
Aceste ziduri au confirmat decizia de a supraviețui singuri.
Maiolo, Talamello, fiecare pentru sine, fiecare în culorile proprii.
Aproape instantaneu cete dezlănțuite sparg aceste ziduri, dar nu Titano-sul. Aici simpla fortificație rezistă. Bărbații încep conducerea riguroasă și religios conștiincioasă a comunității, pe baza unui contract legat în sfânta capelă. 

## Epoca feudală
Populația din Titano se înmulțește. Capela de făgăduință devine biserică, principala biserică a comunității bisericești și loc de întâlnire a satelor vecine.
Fortificația mai lată asigură siguranță totală, iar biserica asigură circumstanțele religioase și totodată ideea libertății moștenite de la Marinus.
Dealungul următoarelor două secole aceste convingeri unesc și consolidează întreaga comunitate, și îi leagă de munte.
Un act notarial datat din 1243 arată pe lângă episcop, alți reprezentanți ai comunității, ca Filippo da Sterpeto și Oddone di Scarito. Pe atunci denumiți consuli, astăzi căpitani comandanți. Poporul emite legile statului, a organizației comune, cu toate că stau încă sub legăturile feudale ale episcopiei San Leo.
În restul lumii, împrejur decurge război între Guelfi și Ghibellini. Rimini este pe mâna Guelfilor aliați cu papa și conduși de curtea Malatesta. La Urbino Ghibellinii aliați cu împărat aparțin de Montefeltro. San Marino se află între aceștia. O comună se aliază cu Montefeltro ca să se elibereze de episcop. Dar acest deziderat se realizează numai cu un secol mai târziu, când papa se transferă la Avignon. 
Înainte de toate, intre ziduri este ocupată rezidența episcopială. Ca urmare acesteia comunitatea îl refuză ca judecător și contestă orice formă de tribut.
Episcopul Peruzzi în anul 1351, în final învins de către Ghibellinii, pierde și San Leo, unde avuse reședinta. Asfel nu are unde se refugia. Populația din San Marino îi oferă adăpost, dacă semnează documentul de scutire de obligații feudale.
Cardinalii Albronz și Anglico încearcă să readucă situația sub control bisericesc. San Marino este lăsat în pace, este un simplu pion în jocul complicat dintre familiile Malatesta și Montefeltro.
Cetele Montefeltro coboară văile din fortificație în fortificație, cu drapelele înălțate. Cetele Malatesta fac același lucru în sens invers.
San Leo, Maiolo, Talamello, ... își schimbă des stăpânul, dar  nu San Marino.
San Marino rămâne un teritoriu liber, în timp ce jur împrejur domnesc senioritățile și principatele.
Sigismondo da Rimini și Federico da Urbino organizează teritoriile lor, în mici state cu splendide curți, unde înflorește arta și abundă bogăția. San Marino rezistă la amândouă. De fapt își accentuează diferența, numindu-se „Republică”. Republică înseamnă democrație, aceasta este aproape o opunere. A apăra hotărârea luată, înseamnă de fapt o stimulare. Locuitorii din munți, cu ochi deschiși sunt mereu pregătiți cu armele lustruite și ascuțite să ocupe poziția de luptă la alerta primului sunet al clopotului  Guaita.
San Marino are destule arme. Fiecare guvernator, la sfârșitul celor 6 luni de guvernare trebuie să dăruiască comunității o săgeată de arbaletă nouă. Locuitorii din San Marino sunt buni ostași și totodată buni neguțători, nevoiți să rabde în anii secetoși, în anii foametei. 
În 1463 Malatesta este în dificultate, împreună cu papa și Montefeltro. Este atacat de San Marino care astfel își mărește teritoriul. 
Apoi luptele se termină, adversarii pun jos armele, prima dată cand au reusit sa ii invinga.
Cardinalii ajung la Rimini, dar San Marino nu este încă în afara pericolului. Acum amenințarea vine dinspre Romagna unde vărul și rudele cardinalului formează armată cu scopul pentru atac: în 1543 din Rimini și Santarcangelo, iar în 1549 din Verucchio.
Fiind în față cu aceste noi pericole, San Marino întărește fortificațiile și cere ajutor de la Urbino. Acest fapt necesită obligațiune fixată în scris și este public.
Timp de 4 secole San Marino este apărat de Urbino.Unii consideră chiar aparținând acestui ducat.
Dar la sfârșitul secolului al XVII-lea ducatul este pe sfârșit. Ducele este bătrân și fără moștenitor, se pare că averea lui va ajunge în proprietatea bisericii. Parcă nici San Marino nu mai are viitor.
Pictorul Mingucci di Pesaro este de aceeași părere și prezintă papei țara pe o acvarelă, cu detalierea aspectelor esențiale. El consideră ca aparținând averii ducelui. Dar nu are dreptate.
San Marino trebuie să acționeze repede. Încă în 1603 trimite o petiție la papă, cerând ajutor, să asigure teritoriul Urbino în cazul în care ducatul se destramă.
Cu 30 de ani mai târziu, în 1631, ducele moare. Roma respectă pactul: Urbino și tot ducatul trece în proprietatea bisericii, dar San Marino nu.
Între timp populația din San Marino identifică relicvele Sfântului. O împodobesc cu coroană regală, simbol al suveranității, și dau clar în scris că Sfântul este fondatorul libertății lor. Nici un cardinal sau papă, în orice vreme antireformă nu poate să-i ia această coroană.
San Marino este subordonat Romei. Este doar o cetate ca multe altele, un cuib liniștit între munți care este al lor  încă din evul mediu.
Este puțin mai mult, ca un municipiu în cadrul Statului Papal, o mică autonomie fără întăriri, fără apărare.
În Italia pretutindeni duci, mari prinți, marchizi, baroni, regi și împărați. Peste tot este răspândită asuprirea și absolutismul.
În Olanda situația este mai puțin posomorâtă. În Veneția apare o mică rază de lumină. Ajunge la Veneția vestea că pe un vârf al muntelui Apenin, în interiorul statului papal „trăiește o comunitate al locuitorilor de munți care sunt organizați în republică și nu depind de nimeni”.
Scriitorii și jurnaliștii epocii preiau vestea și doresc să dea lovitură absolutismului, colorând cu prezentarea libertății și a democrației, ajungând până la legenda unei țări fericite.
Știrea vine ca un șoc, în această lume a absolutismului. Trece Alpii și ajunge la Franța și la Olanda. Din Olanda se răspândește în restul Europei împreună cu o reprezentare care prin realismul lui stârnește interes și credibilitate. Devenind curioși unii se deplasează ca să se lămurească personal. Printre ei este scriitorul englez Addison, care vine aici la începutul secolului al XVIII-lea și descoperă scânteia libertății antice împreună cu o puternică credință religioasă la populația de pe munte.
El mai remarcă faptul că Sfântul este la mijlocul altarului central, și oricine ofensează Sfântul, este pedepsit ca și cum ar fi blestemat Domnul.
Se vorbește și se scrie despre San Marino. San Marino se înscrie pentru totdeauna în inima și mintea oamenilor. Dezideratul este realizat. De acum San Marino este recunoscut de Europa și de lume. Acest fapt devine clar cu puțin timp după ce Roma vrea să sugrume comunitatea.
Cardinalul Alberoni trimis de papa folosește atît strategia militară cât și presiunea bisericească pentru a aduce San Marino în subordinea papei. Parisul, Madridul și Viena intervin. San Marino își recucerește independența.
În 5 februarie 1740 este ziua Sfintei Agata. De atunci aceasta devine „co-patroana” al republicii.
Lumea se pregătește pentru revoluție, se pare că San Marino arată deja  modelul.
Napoleon este de aceeași părere. Când armata lui trece prin Italia ca un cutremur în 1797, el se oprește la San Marino ca să-l aprecieze ca model al republicii și al libertății. Oferă chiar mărire teritorială - o ieșire la mare, dar San Marino refuză prudent.

## Războaiele napoleoniene
Napoleon cucerește Europa luând peste tot ce-i place.
Schimbă harta politică al Europei.
Vechile republici Lucca, Genua, Veneția de asemenea sunt subordonate, dar nu San Marino. San Marino este o excepție, rămâne și este lăsat republică, chiar și atunci când contrar cu ideile revoluției, Napoleon decide să se încoroneze. 
Pentru San Marino, Napoleon este uriașul generos, apără țara și alintă San Marino cu daruri disproporționale. Îl lasă să se dezvolte până ce devine stat în adevăratul sens al cuvântului. 
Stat care are loc între națiunile lumii, își schimbă ambasadori, semnează tratate. „Nemini teneri” acum pentru prima dată este recunoscut din partea popoarelor și a națiunilor.
Napoleon este învins. Congresul de la Viena redesenează harta Italiei, fără să atingă de San Marino, dar nici nu are motiv pentru acesta.
San Marino iar este înconjurat de statul papal, fiind în interiorul unei peninsule foarte mărunțite dar care este aproape de unire.
Pentru liberali țelul este unirea Italiei, o parte dintre ei visează să creeze o republică democrată.
Între aceștia, popularitatea lui San Marino crește la maxim în 1849, când eroul lor Garibaldi împreună cu 1000 de supraviețuitori ai republicii de la Roma urmăriți de către austrieci se refugiază la San Marino. San Marino este imediat înconjurat și ei au de ales între predare necondiționată sau luptă până la moarte.
Autoritățile din San Marino intervin ca mediatori. Au loc negocieri, și în cursul nopții îl lasă pe Garibaldi, pe soția sa Anita și pe ofițerii cei mai căutați să fugă. Celorlalți i se acordă îngrijire medicală, primesc alimente, bani și refugiu.

## Secolul al XIX-lea
Recunoștința lui Garibaldi și ai liberalilor democrați, pe lângă protecția Franței conduse de un alt Napoleon este decisiv pentru San Marino. Pentru a uni Italia, Cavour are nevoie de Napoleon III, de Garibaldi și de liberali.
În anul 1860 Cavour în fruntea armatei de la Piemonte trece pe lângă San Marino lăsându-l în pace. Populația pe muntele Titano răsuflă ușurată din nou. Imediat cer Italiei să-i recunoască suveranitatea. Acest tratat, în final este semnat în anul 1862 după moartea lui Cavour, de către primul ministru Ratazzi, fiindcă și el are nevoie de ajutorul lui Garibaldi și Napoleon.
Acum San Marino este o entitate recunoscută pe plan politic. Obținând această primă acceptare San Marino caută altele în preajma Alpilor. Fiecare tratat (fără importanța subiectului) reprezintă o recunoaștere a suveranității.
După 40 de ani de eforturi este semnat tratat de extrădare a criminalilor, prima dată cu Marea Britanie, apoi cu Olanda, Belgia și SUA.

## Secolul al XX-lea
În 1908 se face un nou pas în această direcție. San Marino este primit în Institutul Internațional de Agricultură. Pentru prima dată face parte dintr-o organizație internațională.
În 1971 numește ambasadori, apoi intră în Consiliul Europei. Are un loc și in C.S.C.E., devine membru al ONU, cea mai prestigioasă organizație a tuturor statelor din lume. Aici toate națiunile membre au același drepturi, indiferent de suprafață și de așezare geografică.
Aceasta este expresia cea mai relevantă a „Nemini teneri”, a ideii libertății, concepută de un mic grup de locuitori ai muntelui Titano, în liniște și izolare, în primele secole al evului mediu creștin, în apropierea lăcașului unui Sfânt. Această idee a fost apărată cu toate mijloacele împotriva tuturora, până la obținerea recunoașterii a tuturora.